# Styringomyia bualae
Styringomyia bualae là một loài ruồi trong họ Limoniidae. Chúng phân bố ở miền Australasia.